# Geolycosa subvittata
Geolycosa subvittata är en spindelart som först beskrevs av Pocock 1900.  Geolycosa subvittata ingår i släktet Geolycosa och familjen vargspindlar. Inga underarter finns listade i Catalogue of Life.